# سیمپسن (کارولینای شمالی)
سیمپسن (به انگلیسی: Simpson) شهری در ایالت کارولینای شمالی کشور ایالات متحده آمریکا است که جمعیت آن در سرشماری سال ۲۰۱۰ میلادی، ۴۱۶ نفر بوده‌است.